# Torre de Nesle

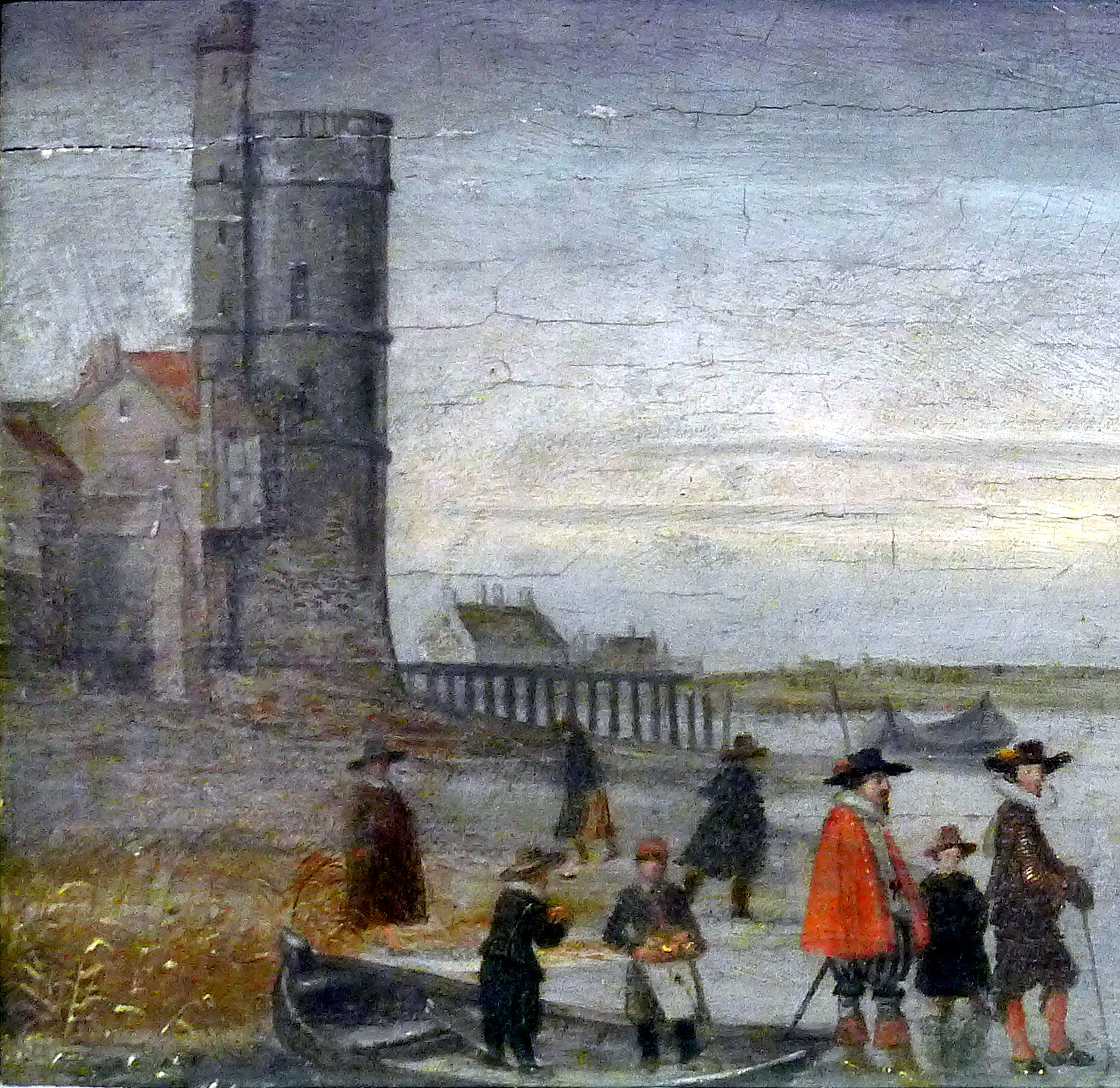
La torre de Nesle en el cuadro «Patinadores en el Sena en 1608», de la escuela francesa (museo Carnavalet)

La torre de Nesle, hoy desaparecida, era una de las torres situadas en los extremos de la antigua muralla de París (muralla de Felipe Augusto). Fue construida por Felipe II a principios del siglo XIII en el lugar en que hoy se alza el ala oeste de la biblioteca Mazarino.

## Descripción
Con 25 m de alto y 10 de largo, la torre de Nesle contaba con dos plantas abovedadas y dos techadas. Estaba coronada por una plataforma almenada a la que se accedía por una escalera de caracol situada en un torreón anexo más alto, rematado por una segunda plataforma. Para darle solidez, las bóvedas se apoyaban probablemente en una columna central.

### Historia

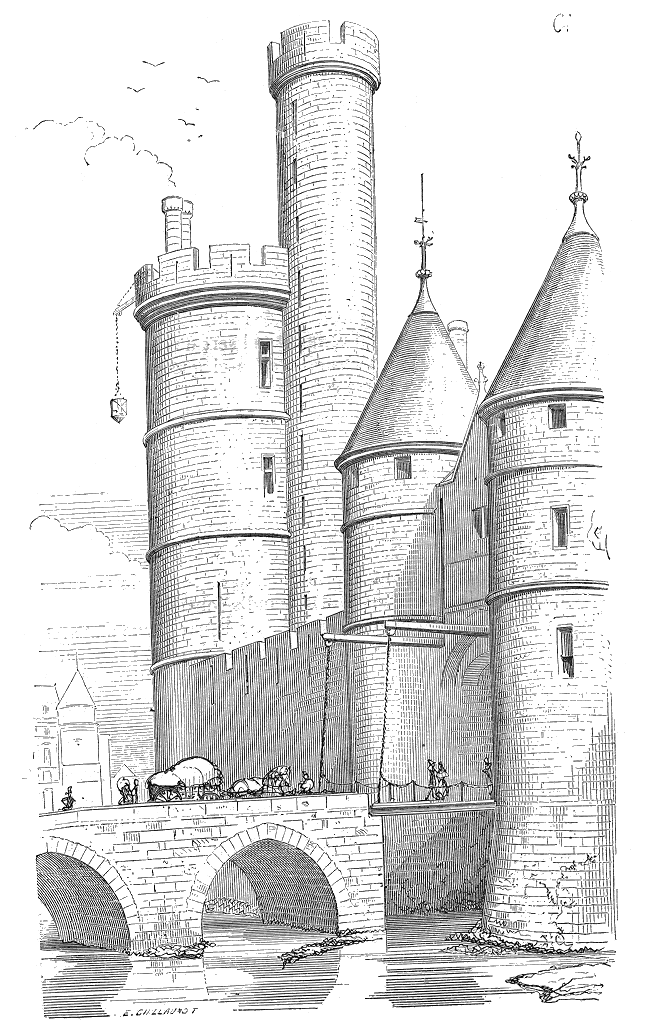
La torre y la puerta de Nesle en un dibujo de Viollet-le-Duc

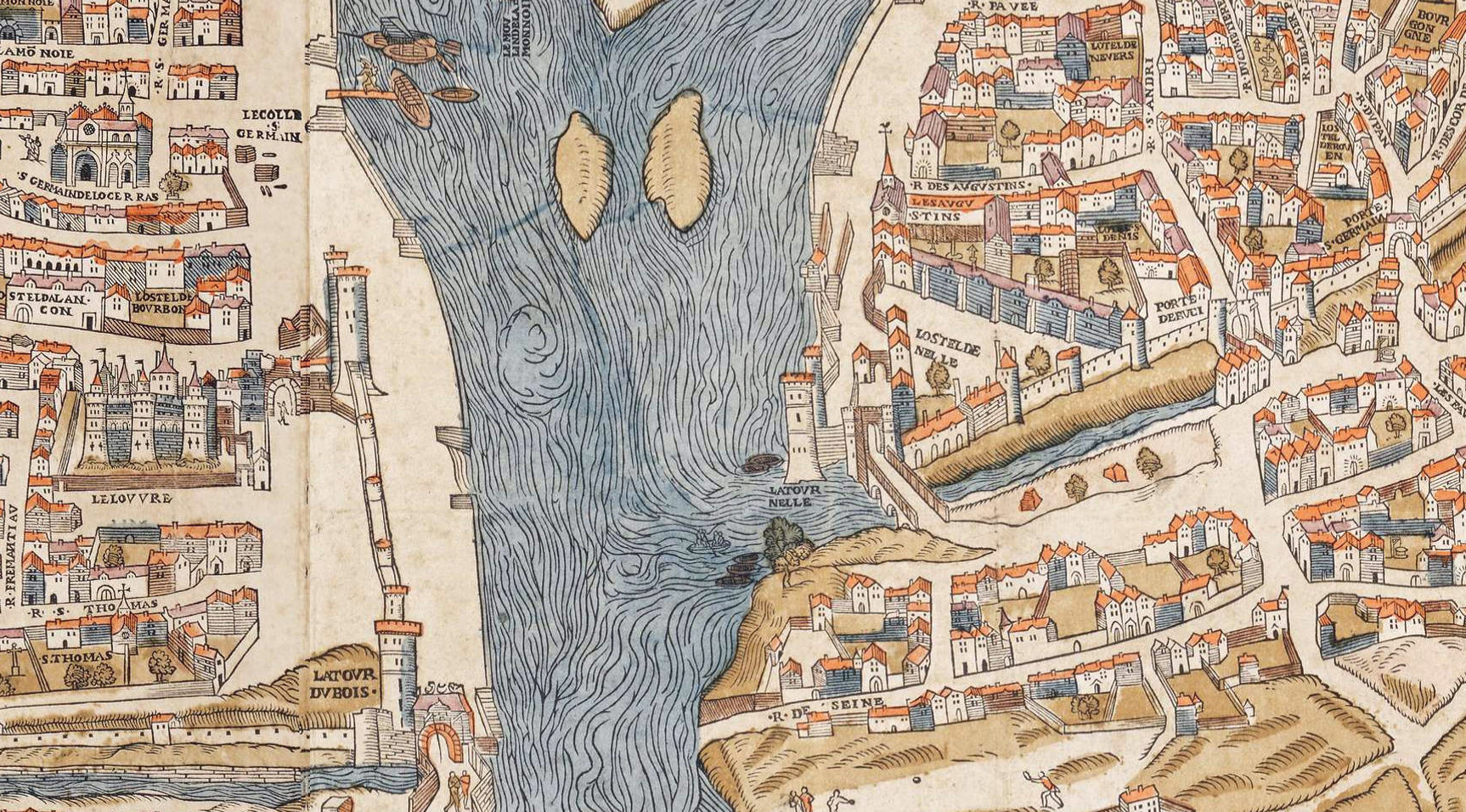
La torre y palacete de Nesle enfrente del Louvre (plano de Truschet & Hoyau, hacia 1550)

La torre de Nesle fue construida hacia 1200 en la orilla izquierda del Sena, enfrente de la torre final del palacio del Louvre, sobre una zona que el río inundaba en invierno.
Era una de las cuatro principales torres a los extremos de la muralla de Felipe Augusto. Remataba la muralla en la orilla izquierda del Sena y se situaba frente a su gemela, la torre erigida al otro lado del río, en la parte meridional de la puerta del Louvre. Para impedir el paso nocturno de barcos, se tendían gruesas cadenas entre las dos puertas que se apoyaban en barcas amarradas a sólidos pilares, aproximadamente en el emplazamiento del actual puente de las Artes. Un farol de considerable tamaño, suspendido de una horca, iluminaba el río y su entorno, siendo uno de los pocos elementos de iluminación que se vieron en las calles de París hasta mediados del siglo XV. Sus plataformas servían de puesto de observación a un centinela que vigilaba el Sena y los alrededores de las fortificaciones. Según Gustave Pessard, la torre se comunicaba por un subterráneo con una casa situada en el número 13 de la calle Nesle.
En 1308, Felipe el Hermoso compró la torre de Nesle por 5000 libras parisinas a Amaury de Nesle, preboste de la Isla y probable fundador de la torre o palacete, que ya existía a finales del siglo XIII. En 1319, Felipe V la cede a su esposa, Juana de Borgoña, que en su testamento ordena venderla para financiar la fundación del Colegio de Borgoña. El palacete de Nesle fue comprado en 1330 por Felipe VI que lo dona a su esposa, Juana la Coja en 1332, y su hijo, Juan II, lo convirtió en su morada. En 1357, Carlos V dona el palacete a Carlos II de Navarra y a su hermana Juana, y en 1380, Carlos VI lo cede a su tío, el duque de Berry, que lo amplió y habitó hasta su muerte en 1416, momento en que Carlos VI lo dona a su esposa, Isabel de Baviera. Carlos VII lo cede al duque de Bretaña, pero al morir este sin heredero varón, la torre vuelve a la corona. Luis XI lo dona a Carlos el Temerario, que fija en la torre su morada. Tras su muerte, la torre vuelve de nuevo a la corona, y Francisco I instala en ella al bailío de París. En 1552, Enrique II decide vender la propiedad en varios lotes, pero esta venta nunca llegó a ejecutarse, ya que Carlos IX renovó la patente real. En 1571, un edicto exige al duque de Nevers, propietario de la torre, ceder la propiedad a la villa de París.
Ese mismo año, la autoridad local alquila a Balthasar Bordier, mercader, «La torre llamada de Nesle, habitación, bodega, jardín, terraza y otros pequeños edificios anexos a dicha torre por nueve años, a cambio de treinta libras tornesas al año». En 1612, en un contrato de arrendamiento a Jacques Brocart, la descripción es muy distinta: «La torre de Nesle, que consiste, en sus bajos, de una fosa o prisión, inutilizada a causa de las aguas, otra prisión sobre esta, guarnecida de una verja de hierro, dos habitaciones en la planta siguiente, una escalera de caracol, un corredor sobre el muro». Parece que esta época, la planta baja de la torre servía como almacén de redes de pesca, y los pisos superiores estaban ocupados por lavanderas que tendían la ropa sobre largas varas colocadas horizontalmente sobre la vieja muralla, cerca de las ventanas. En 1613, desde la torre se lanzaron fuegos artificiales para divertir al joven Luis XIII, que por entonces tenía 12 años, y en 1660, su plataforma sirvió de soporte a una rueda de fuego del castillo de fuegos artificiales que se lanzó con ocasión de la boda de Luis XIV con María Teresa de Austria
La demolición de la torre, planeada desde 1659, se realizó en 1663 o 1665 para permitir la construcción de la biblioteca Mazarino y del colegio de las Cuatro Naciones.

## Escándalo
En el siglo XIV, la torre se convirtió en lugar de encuentro de las tres nueras de Felipe el Hermoso con los amantes de dos de ellas. Estos sucesos aparecen en el libro «El rey de hierro» de la serie «Los Reyes Malditos» de Maurice Druon.
A este episodio histórico se añadió, en el siglo XV, la leyenda de que una reina de Francia utilizaba la torre para encontrarse con sus amantes, a los que después asesinaba y arrojaba a las aguas del Sena.
Era tal la reputación de la torre, que hacia 1846 o 47, se dio el nombre de «Torre de Nesle» a un tugurio de la calle Pot-de-Fer en el que los delincuentes seducían a las chicas de los barrios vecinos.

## Galería

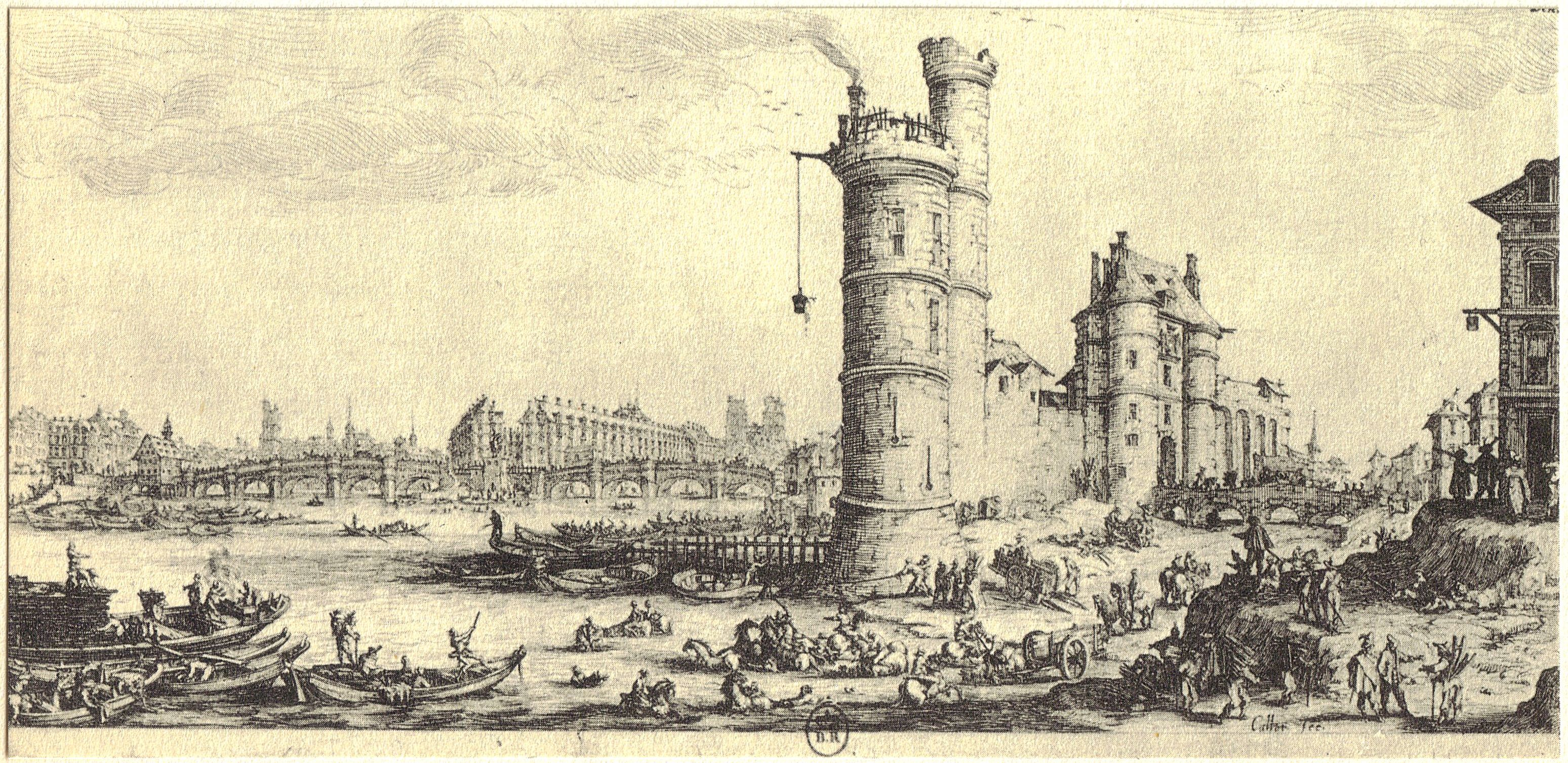
La torre de Nesle y el puente Nuevo, por Jacques Callot, hacia 1610-1635.
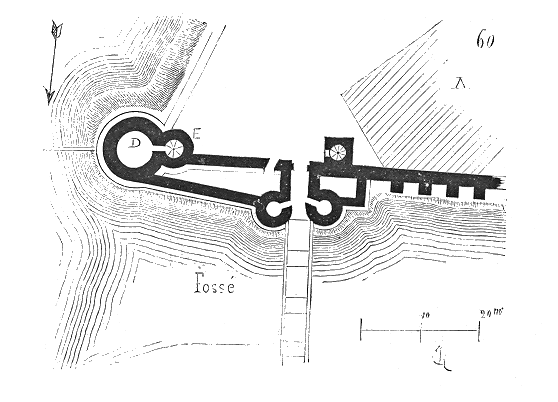
Plano de la torre de Nesle, por Viollet-le-Duc.
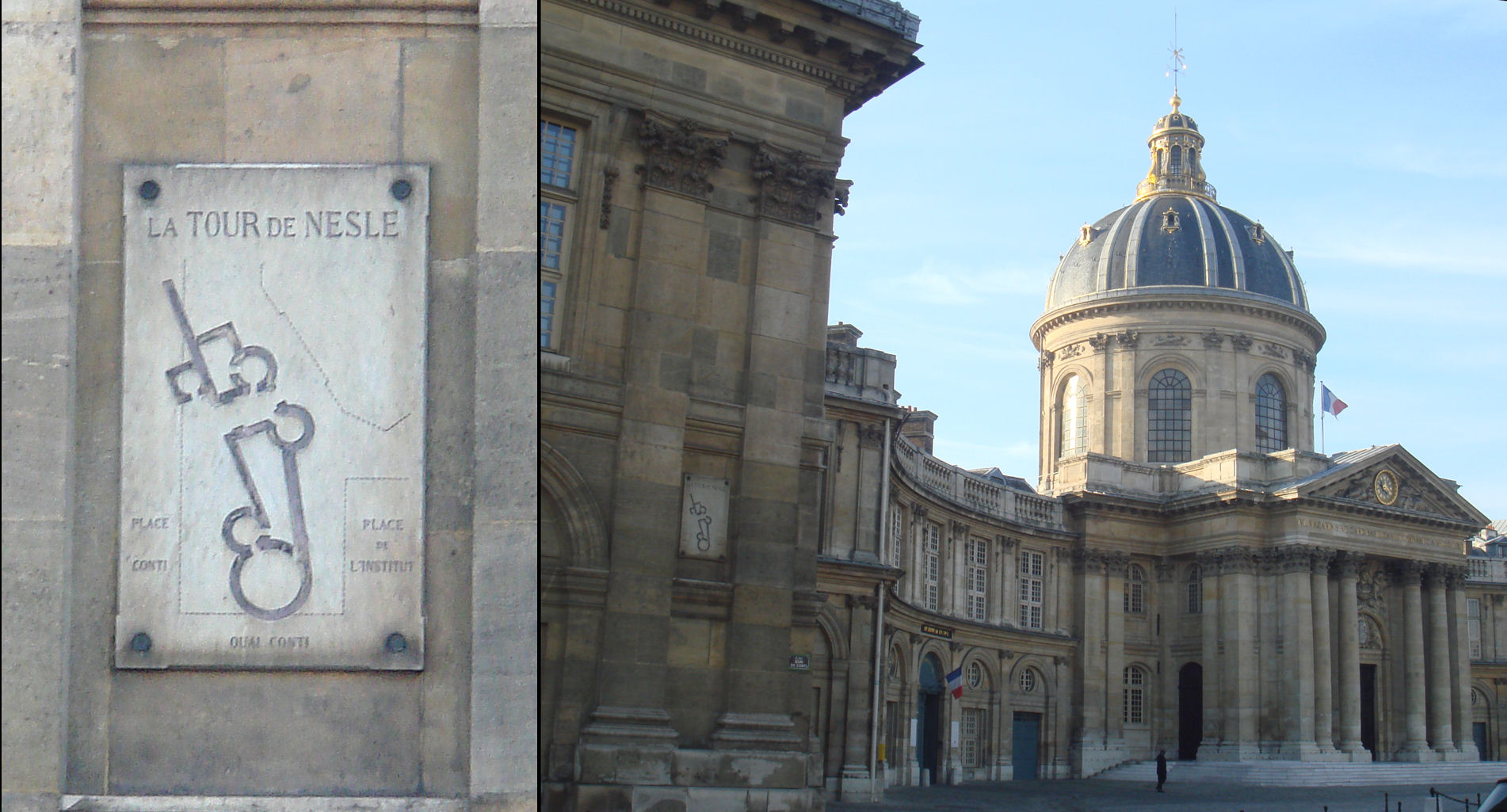
Placa informativa que indica el antiguo emplazamiento de la torre de Nesle, cerca del Instituto de Francia, en el quai de Conti

## En las artes
En el año 1540, el rey Francisco I de Francia le otorga temporalmente el inmueble al célebre artista y orfebre Benvenuto Cellini para que se acomode en él y monte su taller para que pueda trabajar en la producción de las esculturas que había acordado hacer para el rey, como bien relata el mismo Cellini en su autobiografía.
La torre aparece en el cuadro Augusto y la sibila de Tibur de Antoine Caron, pintado entre 1575-1580 (museo del Louvre).
Los sucesos supuestamente acaecidos en la torre han servido de inspiración posteriormente a numerosos autores literarios:

### Literatura
- La Tour de Nesle de Alejandro Dumas y Frédéric Gaillardet, drama en cinco actos y nueve cuadros (1832)
- Buridan, le héros de la Tour de Nesle, novela de Michel Zévaco (1913)
- El rey de hierro, primer libro de la serie de novelas históricas Los Reyes Malditos de Maurice Druon (1955)

- Madame Bovary, libro de Gustave Flaubert (1856)
- La torre de Nesle es mencionada en la novela el crimen de  Sylvestre Bonnard de Anatole France

### Cine
- La Tour de Nesle, película muda francesa de Albert Capellani (1909)
- La Tour de Nesle, película francesa de Gaston Roudès (1937)
- La Tour de Nesle, película francesa de Abel Gance (1955)
- Der Turm der verbotenen Liebe, película alemana de Franz Antel (1968)